# 杜尔卡迪尔省
杜尔卡迪尔省（鄂圖曼土耳其語：‎）或称马拉什省（土耳其語：Maraş Eyaleti），奥斯曼帝国的一个省，为该国的一级行政区划，该省在19世纪时的面积为77,352平方英里（200,340平方）。

## 历史
杜勒卡迪爾侯國是最后一个向奥斯曼帝国屈服的安纳托利亚侯国，直到1521年仍保持独立，1530年之前都没有完全的融入奥斯曼帝国。
1522年，杜尔卡迪尔侯国的最后一任统治者阿里貝伊被控叛國罪，侯国被废除，设立杜尔卡迪尔省。1864年，奥斯曼帝国开始进行行政区划改革，该省被拆分为阿勒颇州和迪亚巴克尔州。

## 行政区划
1700年至1740年间，该省下辖4个桑贾克：
1. 马拉什桑贾克（英语：Marash Sanjak）（Paşa Sancağı ）
2. 马拉蒂亚桑贾克（Malatya Sancağı）
3. 安泰普桑贾克（英语：Aintab Sanjak）（Ayıntab Sansağı）
4. 卡尔西桑贾克（Kars-i Maraş Sancağı）